# Dwór w Jedwabnem
Dwór w Jedwabnem – dwór, zlokalizowany w Jedwabnem przy ul. Pięknej.

## Historia
Obiekt wybudowano najprawdopodobniej w drugiej połowie XVIII wieku z inicjatywy Stanisława Rembielińskiego herbu Lubicz (właściciela Jedwabnego od 1775). Około 1840 dwór został przebudowany według projektu Henryka Marconiego i w tej formie zewnętrznie przetrwał do dziś (wnętrza gruntownie przebudowano w latach 50. XX wieku). Dobra odziedziczył po ojcu Rajmund Rembieliński, działacz gospodarczy i prezes Komisji Łomżyńskiej, a także prefekt płocki. Po jego śmieci w 1841 roku dwór i dobra przejął jego syn, Eugeniusz, a potem przeszły one w ręce Skarżyńskich herbu Bończa. W 1909 Jedwabne nabył Zdzisław Marcinkowski herbu Gryf i jego żona, Aleksandra z Cieleckich herbu Zaremba. W 1915 dwór splądrowano, a zabudowania uległy w dużym stopniu zniszczeniu podczas bombardowania artyleryjskiego. Ostatni właściciele majątku to Helena i Henryk Prusowie (1918-1939). Po 1945 w obiekcie mieściło się kino i biblioteka.

## Architektura
Dwór jest murowany, piętrowy, z gankiem od frontu wspartym na czterech kolumnach. Salon miał przed przebudową powierzchnię około 80 m², a na jego ścianach wisiały owalne portrety przedstawiające postaci historyczne. Na wyposażeniu był fortepian. Ściany wyłożone były ciemnobrązową boazerią. Suterenę z pokojem kredensowym łączyła winda towarowa. Dwór miał przed 1939 oświetlenie naftowe.

## Otoczenie
W skład zespołu zabytkowego wchodzi park z aleją kasztanowcową (nr rej.: 465 z 30.11.1991).